# Верски објекти у Новом Саду
Верски објекти у Новом Саду укључују углавном хришћанске (православне, протестантске, католичке, гркокатоличке) верске објекте, поред којих постоје и јеврејска синагога, као и месџиди исламске верске заједнице.

## Историјски преглед
У првој половини 18. века, у граду су биле изграђене четири православне и католичка црква, а затим јерменска црква, гркокатоличка црква, синагога и протестантске цркве.
Током 18. и 19. века, у граду је преовлађивало православно становништво, да би крајем 19. и почетком 20. века однос верских група био измењен у корист католичког становништва. У току 20. века, православно становништво поново постаје доминантно, тако да је попис из 2002. године забележио да на општинском подручју Града Новог Сада живи 232.995 православних, 24.843 католика, 9.428 протестаната, 2.542 муслимана, 129 Јевреја и 35 припадника Прооријенталних култова. Православни верски објекти у Новом Саду припадају Српској православној цркви.
Протестантизам, који је првобитно био раширен међу Словацима, Немцима и Мађарима, током времена се раширио и међу Србима, тако да се данас у већини протестантских цркава у Новом Саду службе обављају на српском језику.  Архивирано на веб-сајту  (15. август 2011)
Током Османске управе (16-17. век), Петроварадин је имао већинско муслиманско становништво. У Подграђу тврђаве, налазила се Сулејман-ханова џамија, а постојале су и две мање, Хаџи-Ибрахимова и Хусеинова.

## Православни верски објекти
Некадашњи верски објекти:
- Храм Светог Јована Претече - Светојовановска/Јовановска црква (Јовановски крај - Роткварија), вероватно најстарији храм у Новом Саду, саграђен почетком 1700. год. Храм је изгорео у буни 1848/49, а обновљен је 1853. године, да би био порушен 1921.

Данашњи (старији) верски објекти:
- Храм Светог Георгија - Саборна црква (Стари Град), саграђен 1734-40. године. Службе се одржавају на црквенословенском и српском језику. Поред Саборне цркве, налази се и Владичански двор у коме је седиште православне епархије Бачке.
- Храм Успења Богородице - Успенска црква (Стари Град), саграђен 1765-76. године, на месту старије цркве са почетка 18. века. Службе се одржавају на црквенословенском и српском језику.
- Храм преноса моштију Светог Николе - Николајевска црква (Стари Град), саграђен 1730. године. Службе се одржавају на црквенословенском и српском језику.
- Храм Света три јерарха - Алмашка црква (Подбара - Алмашки крај), саграђен 1797-1808. године, на месту старије цркве. Службе се одржавају на црквенословенском и српском језику.
- Капела Светих апостола Петра и Павла (Петроварадин), саграђена 1922. године. Службе се одржавају на црквенословенском и српском језику.
- Храм рођења Богородице (Сремска Каменица), саграђен 1737. године, на месту старије цркве из 17. века. Службе се одржавају на црквенословенском и српском језику.
- Капела Светог Јована на Успенском гробљу (Сајмиште).
- Капела Светих апостола Петра и Павла на Алмашком гробљу (Индустријска зона југ), задужбина бачког владике Платона Атанацковића.

Нови верски објекти:
- Црква барака (Слана Бара), освештана 1993.
- Храм Вазнесења Господњег (Слана Бара), у изградњи (већим делом завршен). Службе се одржавају на црквенословенском и српском језику.
- Базиликална црква Воздвижења Часног крста, у оквиру окружног затвора (Клиса), подигнута током 2002-2003.
- Храм Светих Ћирила и Методија (Телеп)..
- Храм Преноса моштију Светог Саве (Ново Насеље), градња почета 1996. године, освештана 2009. године.
- Храм Свете великомученице Марине (Парагово).
- Храм Рођења Богородице (Шангај), подигнут 2004. године.
- Храм Светог Георгија (Петроварадин).
- Храм Свете Петке (Петроварадин)
- Црква Покрова Пресвете Богородице у Петроварадину, преуређена и освештана 2015. године.[1] Објекат је претходно служио као старокатолички храм (од 1938. године) под називом Црква Светог Антуна, а потом као храм Западноправославне цркве, до њеног гашења.
- Храм Рођења Светог Јована Крститеља (Детелинара)
- Храм Светог Илије на Мишелуку / Татарском Брду, у изградњи
- Храм Светих Цара Константина и Царице Јелене (Грбавица), у изграњи, освештена 2022. године.

Незавршени верски објекти у изградњи:
- Храм Преподобне Параскеве (Адице), у изградњи.

Делови града у којима се планира изградња нових православних цркава:
- Лиман

- Владичански двор
- Успенска црква
- Николајевска црква
- Алмашка црква
- Капела Светих апостола Петра и Павла у Петроварадину
- Храм Рођења Богородице у Сремској Каменици
- Црква барака на Сланој Бари
- Храм Вазнесења Господњег на Сланој Бари
- Храм Светих Ћирила и Методија на Телепу
- Храм Преноса моштију Светог Саве на Новом Насељу
- Дрвени храм Свете Петке (Петроварадин)
- Храм Светог Георгија (Петроварадин)
- Храм Свете великомученице Марине (Парагово)
- Храм Рођења Богородице (Шангај)
- Храм Светог Илије на Мишелуку
- Црква Покрова Пресвете Богородице у Петроварадину
- Светојованска црква која је срушена 1921. године (Роткварија)

## Протестантски верски објекти
- Словачка евангеличка црква а.в. (Роткварија), саграђена 1886. године. Службе се одржавају на словачком и повремено на српском језику.
- Реформатска хришћанска црква (Роткварија), саграђена 1865. године. Службе се одржавају на мађарском језику.
- Реформатска хришћанска црква (Телеп), саграђена 1931. године. Службе се одржавају на мађарском језику.
- Хришћанска адвентистичка црква (Стари Град), саграђена 2001. године. Службе се одржавају на српском језику.
- Молитвени дом Хришћанске адвентистичке цркве на Подбари (службе се одржавају на српском језику). На овој локацији се налази и гимназија „Живорад Јанковић“, чији је оснивач Хришћанска адвентистичка црква.
- Молитвени дом Хришћанске адвентистичке цркве у Старом Граду (службе се одржавају на српском и мађарском језику).
- Молитвени дом Назаренске хришћанске заједнице (Роткварија), саграђен 1922-24. године. Службе се одржавају на српском језику.
- Молитвени дом Назаренске хришћанске заједнице (Петроварадин).
- Хришћанска баптистичка црква (Адамовићево насеље), саграђена 1967. године. Службе се одржавају на српском језику. Црквени комплекс, поред храма, чине и Баптистичка теолошка школа.
- Еванђеоска црква (Адамовићево насеље) - налази се у истој згради са Хришћанском баптистичком црквом. Службе се одржавају на српском језику.
- Евангеличка методистичка црква (Роткварија) - зграда је саграђена 1904. године, а за потребе цркве купљена 1907. године. Службе се одржавају на српском језику.
- Протестантско-еванђеоска црква - Пентекостна црква (Стари Град) - објекат је за црквене потребе адаптиран 1950. године. Молитвени састанци се одржавају на српском језику.
- Верски објекат Протестантске хришћанске заједнице (Адамовићево насеље), саграђен 1996. године. Службе се одржавају на српском језику.
- Христова црква браће (Подбара). Службе се одржавају на српском језику.
- Христова духовна црква (Салајка). Службе се одржавају на српском језику.
- Црква Христа спаситеља - Седиште верске заједнице је на Грбавици, а молитвени састанци се одржавају у згради Хришћанске баптистичке цркве на Адамовићевом насељу, на српском и повремено на енглеском језику, уз превод.
- Молитвена дворана Јеховиних сведока (Адамовићево насеље). Јавна библијска предавања се одржавају на српском језику.
- Црква Исуса Христа светаца последњих дана - Мормонска црква (Сајмиште).

- Баптистичка теолошка школа
- Хришћанска баптистичка црква
- Хришћанска адвентистичка црква
- Адвентистички молитвени дом
- Адвентистичка гимназија „Живорад Јанковић"
- Евангеличка методистичка црква
- Молитвени дом Назаренске хришћанске заједнице
- Молитвена дворана Јеховиних сведока
- Протестантско-еванђеоска црква (Пентекостна црква)
- Верски објекат Протестантске хришћанске заједнице
- Мормонска црква
- Христова духовна црква
- Словачка евангеличка а.в. црква
- Реформатска хришћанска црква на Телепу

## Католички верски објекти
Некадашњи верски објекти:
- Капела светог Ивана Непомука - налазила се на пристаништу. Срушена је 1928. године.
- Јерменска католичка црква - налазила се на подручју Старог Града, на углу данашњег Булевара Михајла Пупина и улице Народних хероја. Саграђена је 1746. године, а порушена 1965. године. Црква је била посвећена светом Петру и Павлу.

Данашњи верски објекти:
- Римокатоличка жупна црква имена Маријиног - Катедрала (Стари Град), саграђена 1893/95 године. Службе се одржавају на хрватском и мађарском језику.
- Римокатоличка црква Свете Елизабете (Телеп), саграђена 1930. године. Службе се одржавају на мађарском језику.
- Римокатоличка црква Светог Рока (Грбавица), саграђена 1801. године. Службе се одржавају на мађарском језику.
- Капела на Католичком гробљу (Грбавица).
- Фрањевачки самостан Светог Ивана Капистрана (Адамовићево насеље) - објекат је преуређен за потребе цркве 1942. године. Службе се одржавају на хрватском и мађарском језику.
- Викарија Светог духа - самостан Дружба Божје речи (Клиса) - објекат је преуређен за потребе цркве 1975. и 1981. године. Службе се одржавају на мађарском и хрватском језику.
- Римокатоличка црква Светог Јурја са самостаном (Петроварадин), саграђена 1701-1714. године. Службе се одржавају на хрватском језику.
- Римокатоличка црква Светог Крижа (Петроварадин), саграђена 1800. године. Службе се одржавају на хрватском језику.
- Римокатоличка жупна црква Светог Рока (Петроварадин), саграђена 1808. године. Службе се одржавају на хрватском језику.
- Римокатоличка црква Светог Крижа (Сремска Каменица), саграђена 1746. године. Обновљена и проширена у 19. веку. Службе се одржавају на хрватском језику.
- Римокатоличка црква Сњежне Госпе (Петроварадин - Текије), саграђена је на месту где је раније био католички храм, а затим џамија. Свој данашњи изглед црква добија 1881. године. Службе се одржавају на хрватском језику. Ова црква је и екуменско светилиште, где уочи 5. августа са литијама и процесијама навраћају католици, православни и протестанти, у знак сећања на заједничку победу над Турцима 1716. године.

- Римокатоличка жупна црква имена Маријиног - Катедрала
- Римокатоличка црква Свете Елизабете на Телепу
- Римокатоличка црква Светог Јурја у Петроварадину
- Римокатоличка црква Сњежне Госпе на Текијама
- Римокатоличка црква Светог Рока (Петроварадин)
- Римокатоличка црква Нашашће Светог Крижа (Сремска Каменица)
- Споменик на месту где се некада налазила Јерменска црква

## Гркокатолички верски објекти
- Гркокатоличка црква светих апостола Петра и Павла (Стари Град), саграђена 1820. године. Службе се одржавају на црквенословенском језику, а проповеди на русинском и украјинском.
- Гркокатолички самостан часних сестара Службеница безгрешне Марије (Адамовићево насеље), саграђен 1958. године као стамбени објекат. У самостану се налази капела „Срца Исусова“ у којој се служба одвија једном недељно.

## Јеврејски верски објекти
- Јеврејска синагога (Стари Град), саграђена 1906. године. Редовних богослужења нема, а иначе се одржавају на хебрејском језику.
- Капела на јеврејском гробљу (Грбавица). Рађена је у више етапа, а коначан изглед добија 1905. године.

## Исламски верски објекти
- Месџид исламске верске заједнице (Адамовићево насеље) - објекат је откупљен и адаптиран за верске потребе 1979. године. Молитве се одржавају на бошњачком језику.
- Месџид исламске верске заједнице (Велики Рит) - објекат је откупљен и адаптиран за верске потребе 2005. године.

## Објекти које користе припадници различитих верских заједница
- Капела на Транџаменту.

- Старокатоличка или Западноправославна црква Светог Антуна у Петроварадину
- Гркокатоличка црква светих апостола Петра и Павла
- Синагога
- Месџид Исламске верске заједнице на Адамовићевом насељу
- Капела на Транџаменту

## Верски објекти у приградским насељима
Футог:
- Православни храм светих Кузмана и Дамјана, саграђен 1776. године.
- Православна капела Успења пресвете Богородице, саграђена 1935. године.
- Римокатоличка црква срца Исусовог и стари жупни двор. Црква је подигнута између 1906. и 1908. године, а жупни двор датира из 1776. године.

Ветерник:
- Православни храм светог Симеона мироточивог, саграђен 1994. године.

Бегеч:
- Православни храм светог Луке, саграђен 1838. године.
- Адвентистичка црква.

Руменка:
- Православни храм светих Петра и Павла, датира из 1702-1704. године.
- Мађарска реформатска (калвинистичка) црква и парохијски дом. Црква датира из 1836. године, а парохијски дом из 1780. године.

Кисач:
- Православни храм света Три Јерарха, саграђен 1773. године.
- Словачка евангеличка црква, саграђена 1795. године.

Степановићево:
- Православни храм светог кнеза Лазара, саграђен 1990. године.

Ченеј:
- Православни храм силаска Светог Духа, саграђен 1835. године.

Каћ:
- Православни храм светог оца Николаја, саграђен између 1840. и 1844. године. Поред цркве се налази и Светосавски дом.
- Адвентистичка црква.

Будисава:
- Православни храм Сабора српских светитеља, саграђен 2003. године.
- Реформатска црква, датира из 1888. године.
- Католичка црква, датира из 1908. године.
- Немачка евангеличка црква, саграђена 1938, а порушена 1946. године.

Ковиљ:
- Православни храм Вазнесења Господњег (Горњи Ковиљ), саграђен између 1824. и 1829. године.
- Православни храм светог апостола Томе (Доњи Ковиљ), саграђен 1845. године на месту старије цркве, порушене 1837.
- У непосредној близини Ковиља налази се православни манастир Ковиљ, који је саграђен половином 16. века. У оквиру манастира се налази храм светих Арханђела (из 1707. године), а недалеко од овог храма налазила се старија црква, коју су спалили Мађари у буни 1848. године. У саставу манастира постоји и капела Водице.

Буковац:
- Православни храм Вазнесења, грађен од 1794. до 1808. године.

Лединци:
- Православни храм свете Тројице, завршен 2004. године.

Стари Лединци:
- Православни храм Преноса моштију светог Николаја. Храм потиче из средњег века, а обнављан је 1829. и 1866. године. Спаљен је од стране усташа 1943. године, да би обнова почела 1987. године.
- Манастирско црквиште цркве светог Ђорђа - остаци некадашњег православног манастира Савинац саграђеног у време владавине династије Немањић. Од 1998. године се, у мају месецу, у разрушеном храму одржавају литургије, којима присуствује и највише свештенство сремске епархије, на челу са Епископом сремским.
- У близини Старих Лединаца налази се и монашка испосница, заштићени споменик културе. Ово је једина испосница у Војводини, а изградили су је монаси раковачког манастира почетком 18. века.

- Православна црква у Футогу
- Католичка црква у Футогу
- Православна црква у Ветернику
- Православна црква у Бегечу
- Православна црква у Руменки
- Калвинистичка црква у Руменки
- Словачка евангеличка црква у Кисачу
- Православна црква у Степановићеву
- Православна црква на Ченеју
- Православна црква и Светосавски дом у Каћу
- Православна црква у Каћу
- Православне цркве у Ковиљу
- Манастир Ковиљ
- Православна црква у Лединцима
- Православна црква у Старим Лединцима